# CEB Cup
Der CEB-Cup ist ein Baseballturnier für Vereinsmannschaften, welches von 1993 bis 2007 jährlich ausgetragen wurde. Ausrichter und Namensgeber war der europäische Baseballverband CEB. In den ersten acht Jahren wurde der Wettbewerb von italienischen Mannschaften dominiert. Rekordsieger ist der italienische Verein Caffé Danesi Nettuno mit drei Erfolgen. Als einziger deutscher Verein konnten die Cologne Dodgers 2003 den Cup gewinnen.

## Bisherige Sieger
| Saison | Gewinner             |
| ------ | -------------------- |
| 1993   | Caffè Danesi Nettuno |
| 1994   | Telemarket Rimini    |
| 1995   | Caffé Danesi Nettuno |
| 1996   | Juventus Turin       |
| 1997   | Papalini Grosseto    |
| 1998   | GB Ricambi Modena    |
| 1999   | GB Ricambi Modena    |
| 2000   | Caffé Danesi Nettuno |
| 2001   | Technika Brno        |
| 2002   | Sokol Prag           |
| 2003   | Cologne Dodgers      |
| 2004   | Puerto Cruz Marlins  |
| 2005   | Zagreb BC            |
| 2006   | Keltecs Karlovac     |
| 2007   | FC Barcelona         |